# Western Hills Viaduct
Das Western Hills Viaduct ist eine Hochstraße an der Nordgrenze des Stadtviertels Queensgate von Cincinnati, Ohio. Das fast einen Kilometer lange Viadukt über das untere Tal des Mill Creek verbindet die Stadtviertel South Fairmont im Westen und CUF im Osten. Es quert dabei den Fluss, mehrere Straßen und den Queensgate Yard der CSX Transportation. Die Doppelstockbrücke aus Stahlbeton führt vier Fahrstreifen auf der oberen und drei auf der unteren Ebene, wobei diese auf der Ostseite nur als Anschluss zur kreuzenden Interstate 75 in Richtung Süden dient. Das Viadukt wurde im Zuge des Neubaus des Cincinnati Union Terminal bis 1932 errichtet. Der damals größte Personenbahnhof der Stadt wurde Anfang der 1970er Jahre stillgelegt, die ehemaligen Gleisanlagen sind heute Teil der benachbarten Güter- und Rangierbahnhöfe und die Abfertigungshalle ist ein Museum. Aufgrund des schlechten Zustandes der Hochstraße ist bis 2028 ein Neubau durch die Stadt und das Hamilton County geplant. Das Verkehrsaufkommen lag 2017 bei rund 55.000 Fahrzeugen täglich.

## Geschichte
Das Stadtzentrum von Cincinnati liegt nördlich des Ohio in einer Niederung eiszeitlichen Ursprungs. Die westliche Grenze bildet das untere Tal des Mill Creek, das sich über die Stadtviertel Camp Washington und Queensgate bis zum Ohio erstreckt. Mit der Erschließung der höher gelegenen Gebiete der Umgebung Anfang des 19. Jahrhunderts entstand der Bedarf an Straßenverbindungen unter anderem nach Westen über das Mill-Creek-Tal. Im Süden wurden oberhalb der Mündung des kleineren Flusses in den Ohio erste Brücken gebaut, die aber mehrfach Opfer von Überschwemmungen wurden. Bis Ende des Jahrhunderts begradigte man den Flusslauf des Mill Creek und errichtete erste Viadukte über das Tal, in dem Industriegebiete und Bahnanlagen entstanden. So wurde 1891 das Liberty Street Viaduct fertiggestellt und zwei Jahre später 1893 das südlich davon gelegene 8th Street Viaduct, das westwärts nach Price Hill zu einem von mehreren Schrägaufzügen der Stadt führte. Weiter im Norden entstand bis 1908 an der Grenze der Stadtviertel Camp Washington und Queensgate das Harrison Avenue Viaduct, das South Fairmont an die Stadt anschloss. Über die Viadukte der 8th Street und der Harrison Avenue verliefen auch Straßenbahnen, die bis in die erste Hälfte des 20. Jahrhunderts das wichtigste Transportmittel in Cincinnati waren.

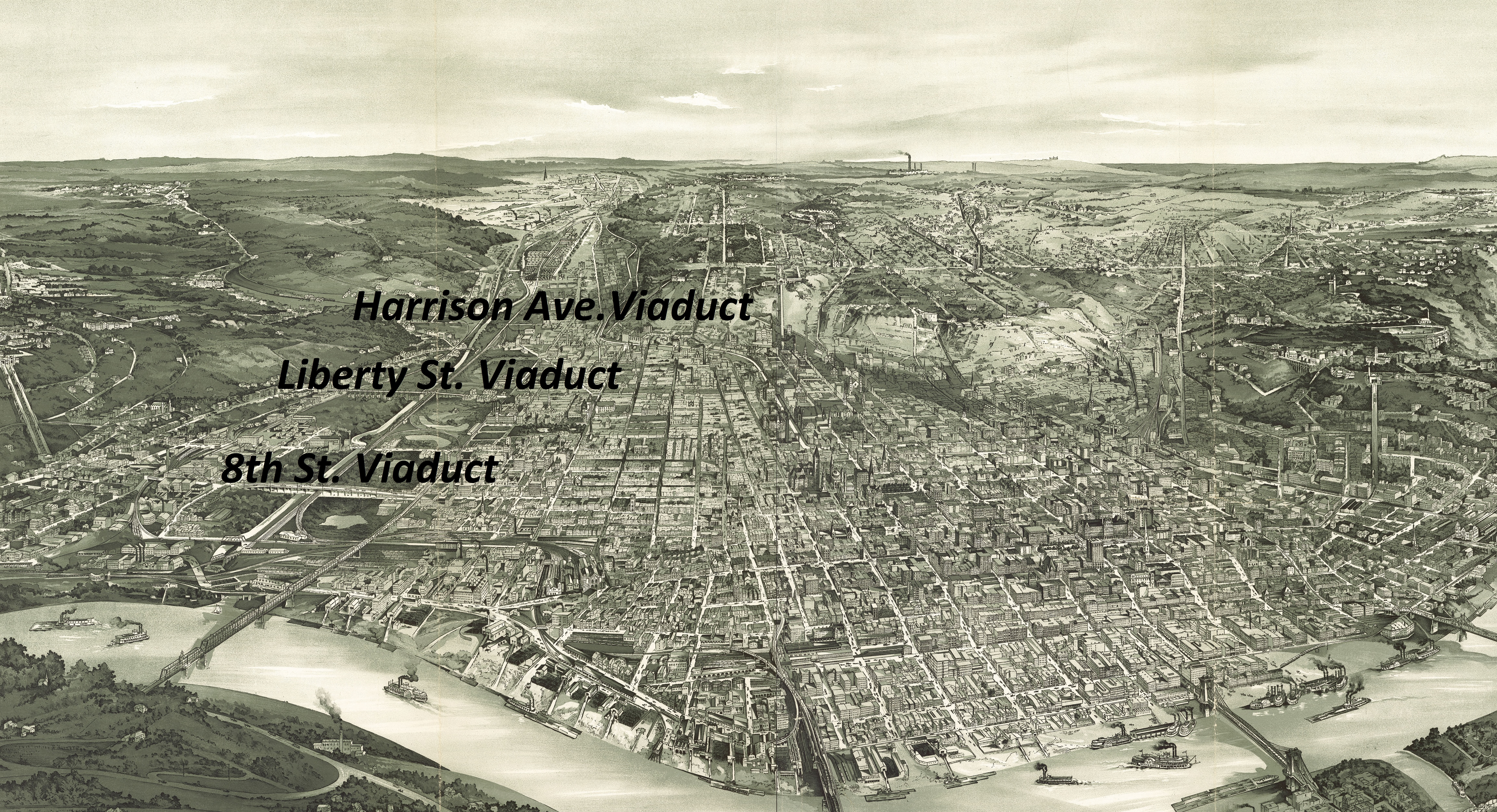
Erste Viadukte über das Tal des Mill Creek (links, Liberty St. 1891, 8th Street 1893, Harrison Ave. 1908)
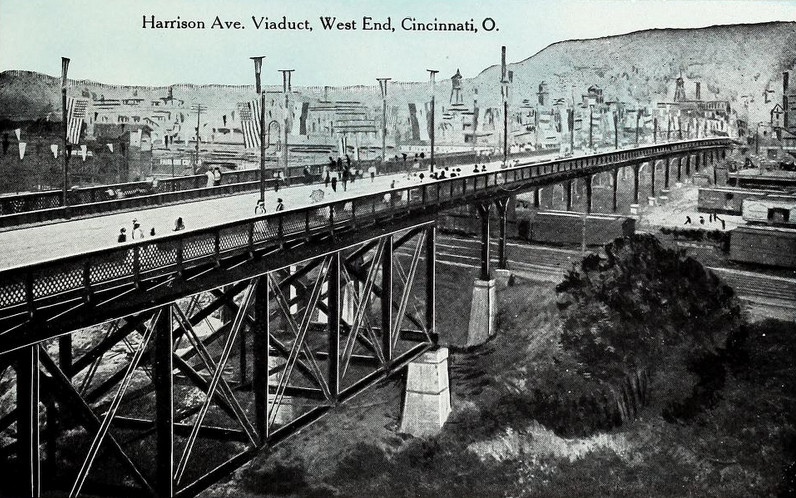
Harrison Avenue Viaduct von 1908, Vorgänger des Western Hills Viaduct
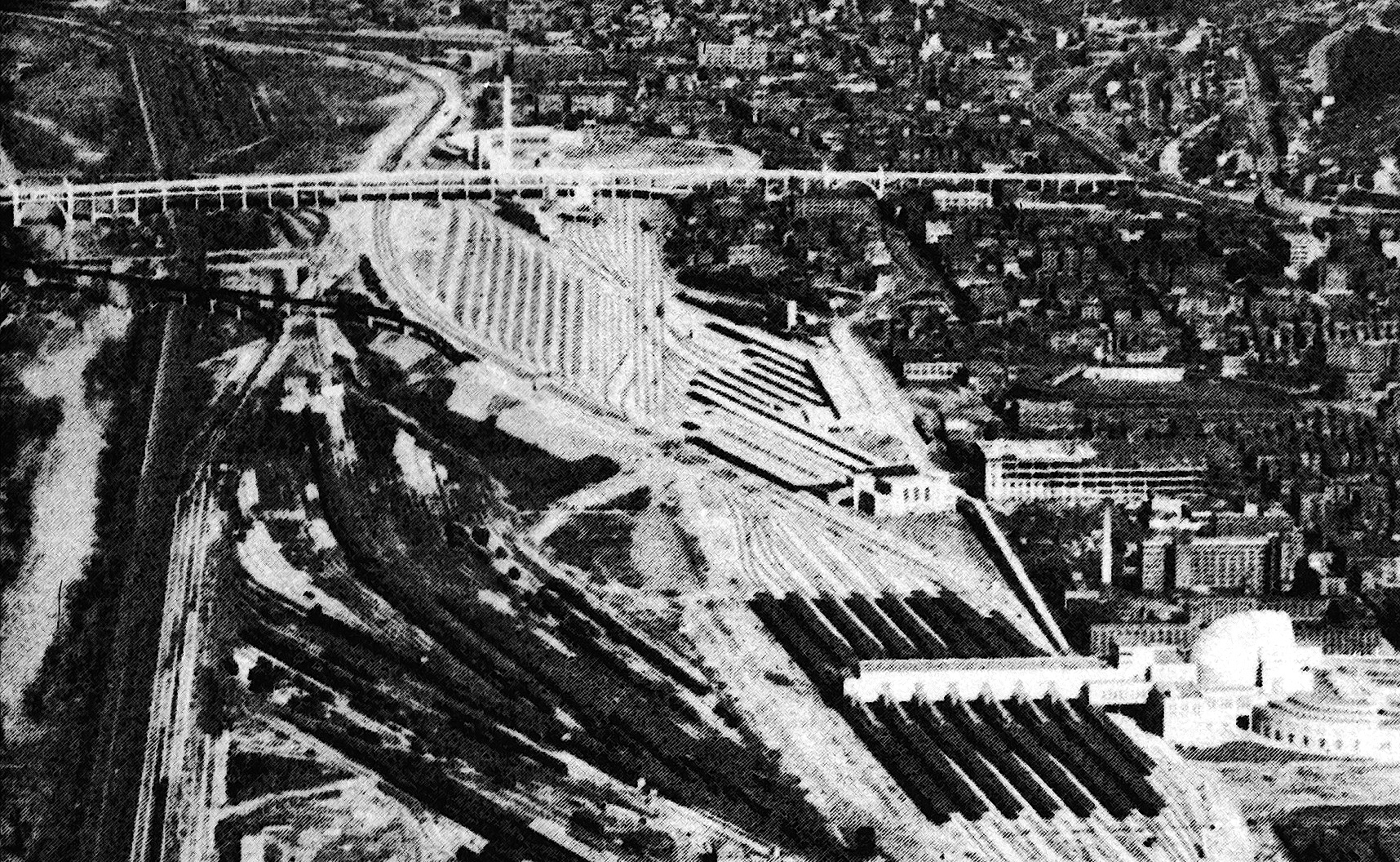
Western Hills Viaduct hinter dem Cincinnati Union Terminal 1932

Cincinnati wurde um die Jahrhundertwende von bis zu 15 Eisenbahngesellschaften bedient, die eine Vielzahl von unzureichend miteinander verbundenen Personen- und Güterbahnhöfen in der Stadt unterhielten. In den 1920er Jahren beschlossen daher sieben der großen Gesellschaften einen gemeinsamen Personenbahnhof in Queensgate zu bauen, der bis 1933 im unteren Teil des Mill-Creek-Tals errichtet wurde. Das Cincinnati Union Terminal, mit seinen insgesamt 150 km Gleisen und einer Abfertigungskapazität von über 200 Zügen täglich, erstreckte sich über fast 2 km entlang des Mill Creek. Dem Großprojekt mussten die alten Stahl-Viadukte in Queensgate weichen, für die man als Ausgleich an den Enden des Bahngeländes neue Ost-West-Verbindungen aus Stahlbeton errichtete. So entstanden bis 1928 ein neues Viadukt an der 8th Street am Südende und bis 1932 das neue, über einen Kilometer lange Western Hills Viaduct am Nordende des Bahnhofs, einige hundert Meter nördlich vom ehemaligen und bedeutend kürzeren Harrison Avenue Viaduct (ca. 550 m).
Mit dem einsetzenden Ausbau des Straßennetzes in den USA und dem Entstehen des motorisierten Individualverkehrs verlor das Cincinnati Union Terminal seit den 1950er Jahren zunehmend an Bedeutung und wurde Anfang der 1970er stillgelegt. Der Queensgate Yard der CSX Transportation nimmt heute einen Großteil der ehemaligen Gleisanlagen ein, die Abfertigungshalle ist als Cincinnati Museum Center at Union Terminal erhalten. Auch das Straßenbahnnetz der Stadt verlor an Bedeutung und wurde Anfang der 1950er Jahre stillgelegt. Das Verkehrsaufkommen über das Western Hills Viaduct lag 2017 bei rund 55.000 Fahrzeugen täglich. Aufgrund des schlechten Zustandes der Hochstraße ist bis 2028 ein Neubau durch die Stadt und das Hamilton County geplant.

## Beschreibung
Die ursprünglich 829 m lange Hochstraße aus Stahlbeton gliedert sich in etwa 50 Brückenfelder, wobei die ursprüngliche Gesamtlänge – vor dem Bau der Interstate 75 auf der Ostseite – 1067 m betrug. Über den Mill Creek und die Spring Grove Avenue wurden Bogenbrücken in das Bauwerk integriert, mit Spannweiten von 33 m bzw. 37 m. Die dazwischen liegenden Felder haben Längen von 13 bis 17 m, die Spannweiten der äußeren neueren Felder sind größtenteils deutlich länger. Die Doppelstockbrücke besitzt eine Höhe von bis zu 27 m (obere Ebene) und führt auf beiden Ebenen eine 12 m breite Fahrbahn. Die obere Ebene besitzt zusätzlich einen beidseitigen 1,8 m breiten Fußweg. Das Viadukt besaß ursprünglich je vier Fahrstreifen pro Ebene. Auf der Ostseite führt die obere durch Anschluss an den U.S. Highway 127 bis heute ins Stadtzentrum, die untere Ebene war die Verbindung zur Spring Grove Avenue am östlichen Rand des Tals, wurde aber mit dem Bau der Interstate 75 Anfang der 1960er Jahre deren Zu- und Abfahrt und führt heute nur noch drei Fahrstreifen.